# René Tyranski Nielsen
René Tyranski Nielsen født 5. december 1964 er en tidligere dansk atlet.
Tyranski Nielsen var medlem af Odense Freja, han vandt fem danske mesterskaber i højdespring, det første vandt han som 17-årig indendørs 1981. Han er dermed en af de yngste mandlige danske atletikmestre gennem tiderne.
Han deltog i JEM 1983 med en 17. plads som resultat. Karrierens bedste resultat kom på DM 1983 på Lyngby Stadion, hvor han vandt og besejrede Jesper Tørring med et spring på 2,17. Resultatet var dansk junior rekord frem til Janick Klausen sprang 2,20 i 2009.
Tyranski Nielsen uddannede sig til læge på Odense Universitet. Han arbejder i dag som overlæge på privathospitalet Center for Rygkirurgi i Odense. Frem till 2008 var han overlæge i neurokiruri på Odense Universitetshospitals neurokirurgiske afdeling.

## Internationale ungdomsmesterskaber
- 1983 JEM Højdespring nummer 17 2,00

## Danske mesterskaber
- Sølv 1989 Højdespring 2,06
- Bronze 1988 Danmarksturneringen
- Sølv 1987 Højdespring 2,09
- Guld 1986 Højdespring 2,12
- Guld 1986 Højdespring inde 2,15
- Guld 1984 Højdespring 2,09
- Guld 1983 Højdespring 2,17
- Guld 1982 Danmarksturneringen
- Bronze 1981 Højdespring 2,05
- Guld 1981 Højdespring inde 2,03
- Guld 1981 Danmarksturneringen
- Guld 1980 Danmarksturneringen

## Danske rekorder

### Juniorrekorder
- Højdespring: 2,17 23. juli 1983 Lyngby stadion

## Personlige rekorder
- Højdespring: 2,17 (1983)
- 110 meter hæk: 15,30 (1987)
- Længdespring: 6,82 (1985)